# Holzgreve-Wagner-Rehder-Syndrom
Das Holzgreve-Wagner-Rehder-Syndrom oder Holzgreve-Syndrom ist eine sehr seltene Erkrankung mit einer Kombination von Potter-Sequenz, Herzfehler, Gaumenspalte.
Die Bezeichnung bezieht sich auf die Autoren der Erstbeschreibung von 1984 durch W. Holzgreve, H. Wagner, H. Rehder.

## Verbreitung
Die Häufigkeit ist nicht bekannt, bislang wurden erst wenige Fälle  beschrieben.

## Klinische Erscheinungen
Klinische Kriterien sind:
- Beidseitige Nierenagenesie
- Gaumenspalte
- Herzfehler
- Skelettauffälligkeiten wie Hexadaktylie, metakarpale Spalten

Zusätzlich können vorhanden sein:
- Wachstumsverzögerung
- Ohrmuschelauffälligkeiten
- Abgeflachter Nasenrücken

## Differentialdiagnose
Differentialdiagnostisch ist unter anderem an das Pallister-Hall-Syndrom zu denken. Außerdem abzugrenzen ist das Thomas-Syndrom, welches weitgehend identisch mit dem Holzgreve-Syndrom ist, jedoch nicht mit einer Polydaktylie vergesellschaftet ist.